# چو
چو یا آلفا آتش‌دان یک ستاره است که در صورت فلکی آتشدان قرار دارد.